# Sancho I Ordóñez
Sancho I Ordóñez (ca. 895–929) was koning van Galicië van 926 tot zijn dood.
Toen Ordoño II in 924 overleed waren zijn drie zonen nog minderjarig en was het zijn broer Fruela II die hem opvolgde als koning van Galicië. De exacte feiten omtrent Fruela's opvolging na zijn overlijden in het jaar 925 zijn onduidelijk, maar waarschijnlijk is het dat zijn zoon Alfons Froilaz koning werd. Zowel Sancho, Alfonso en Ramiro, de drie zonen van Ordoño II van Galicië, claimden de rechtmatige erfgenaam te zijn en rebelleerden tegen hun neef Alfonso Froilaz. Met de hulp van koning Jimeno Garcés van Navarra dreven ze Alfonso Froilaz naar Asturië en verklaarden de koninkrijken León en Galicië als hun bezit, waarbij Alfons de kroon van León ontving en Sancho die van Galicië. Tijdens zijn regeerperiode in Galicië streed hij voortdurend tegen Alfons Froilaz.
Toen Sancho in 929 overleed, werd Galicië herenigd met het koninkrijk León onder Alfonso IV van León.

## Voorouders
| Voorouders van Sancho I Ordóñez (895-929) | Voorouders van Sancho I Ordóñez (895-929)                        | Voorouders van Sancho I Ordóñez (895-929)                        | Voorouders van Sancho I Ordóñez (895-929)                        | Voorouders van Sancho I Ordóñez (895-929)                        | Voorouders van Sancho I Ordóñez (895-929)                | Voorouders van Sancho I Ordóñez (895-929)                | Voorouders van Sancho I Ordóñez (895-929)                | Voorouders van Sancho I Ordóñez (895-929)                |
| ----------------------------------------- | ---------------------------------------------------------------- | ---------------------------------------------------------------- | ---------------------------------------------------------------- | ---------------------------------------------------------------- | -------------------------------------------------------- | -------------------------------------------------------- | -------------------------------------------------------- | -------------------------------------------------------- |
| Overgrootouders                           | Ordoño I van Asturië (830-866) ∞ Munia (-)                       | Ordoño I van Asturië (830-866) ∞ Munia (-)                       | García Íñiguez (-870) ∞ Urraca Giménez (-)                       | García Íñiguez (-870) ∞ Urraca Giménez (-)                       | Gutierre (-) ∞ Elvira (-)                                | Gutierre (-) ∞ Elvira (-)                                | Gatón del Bierzo (853-878) ∞ Egilona (-)                 | Gatón del Bierzo (853-878) ∞ Egilona (-)                 |
| Grootouders                               | Alfons III van Asturië (848-910) ∞ Jimena van Navarra (949-1012) | Alfons III van Asturië (848-910) ∞ Jimena van Navarra (949-1012) | Alfons III van Asturië (848-910) ∞ Jimena van Navarra (949-1012) | Alfons III van Asturië (848-910) ∞ Jimena van Navarra (949-1012) | Hermenegildo Gutiérrez (850-912) ∞ Ermesenda Gatónez (-) | Hermenegildo Gutiérrez (850-912) ∞ Ermesenda Gatónez (-) | Hermenegildo Gutiérrez (850-912) ∞ Ermesenda Gatónez (-) | Hermenegildo Gutiérrez (850-912) ∞ Ermesenda Gatónez (-) |
| Ouders                                    | Ordoño II van León (973-924) ∞ Elvira Menéndez (-)               | Ordoño II van León (973-924) ∞ Elvira Menéndez (-)               | Ordoño II van León (973-924) ∞ Elvira Menéndez (-)               | Ordoño II van León (973-924) ∞ Elvira Menéndez (-)               | Ordoño II van León (973-924) ∞ Elvira Menéndez (-)       | Ordoño II van León (973-924) ∞ Elvira Menéndez (-)       | Ordoño II van León (973-924) ∞ Elvira Menéndez (-)       | Ordoño II van León (973-924) ∞ Elvira Menéndez (-)       |